# Elezioni presidenziali in Siria del 1978
Le elezioni presidenziali in Siria del 1978 si tennero l'8 febbraio.
La Costituzione siriana prevedeva che il Presidente dovesse essere scelto dal Partito Ba'th e che la sua candidatura dovesse essere approvata prima dal Consiglio del popolo e poi dal popolo siriano tramite referendum. Il Consiglio del popolo scelse Hafez al-Assad, segretario del Partito Ba'th.

## Risultati
| A favore        | 3 975 729 | 99,88 |  |  |  |  |  |  |
| Contro          | 4 798     | 0,12  |  |  |  |  |  |  |
| Totale          | 3 980 527 | 100   |  |  |  |  |  |  |
|                 |           |       |  |  |  |  |  |  |
| Voti non validi | 11 168    | 0,28  |  |  |  |  |  |  |
| Votanti         | 3 991 695 | 97,00 |  |  |  |  |  |  |
| Elettori        | 4 115 149 |       |  |  |  |  |  |  |